# A Szovjetunió az 1964. évi téli olimpiai játékokon
A Szovjetunió az ausztriai Innsbruckban megrendezett 1964. évi téli olimpiai játékok egyik részt vevő nemzete volt. Az országot az olimpián 8 sportágban 51 sportoló képviselte, akik összesen 25 érmet szereztek.

## Érmesek
| Érem  | Versenyző | Sportág          | Versenyszám                  |
| ----- | --- | ---------------- | ---------------------------- |
| Arany | Vlagyimir Melanyjin | Biatlon          | Férfi 20 km egyéni indításos |
| Arany | Ants Antson | Gyorskorcsolya   | Férfi 1500 m                 |
| Arany | Ligyija Szkoblikova | Gyorskorcsolya   | Női 500 m                    |
| Arany | Ligyija Szkoblikova | Gyorskorcsolya   | Női 1000 m                   |
| Arany | Ligyija Szkoblikova | Gyorskorcsolya   | Női 1500 m                   |
| Arany | Ligyija Szkoblikova | Gyorskorcsolya   | Női 3000 m                   |
| Arany | Nemzeti válogatott Venyiamin Alekszandrov Alekszandr Almetov Vitalij Davidov Anatolij Firszov Eduard Ivanov Viktor Jakusev Viktor Konovalenko Viktor Kuzkin Konsztantyin Loktyev Borisz Majorov Jevgenyij Majorov Sztanyiszlav Petuhov Alekszandr Ragulin Vjacseszlav Sztarsinov Leonyid Volkov Borisz Zajcev Oleg Zajcev | Jégkorong        | Férfi                        |
| Arany | Ljudmila Belouszova Oleg Protopopov | Műkorcsolya      | Páros                        |
| Arany | Klavgyija Bojarszkih | Sífutás          | Női 5 km                     |
| Arany | Klavgyija Bojarszkih | Sífutás          | Női 10 km                    |
| Arany | Alevtyina Kolcsina Jevdokija Meksilo Klavgyija Bojarszkih | Sífutás          | Női 3 × 5 km váltó           |
| Ezüst | Alekszandr Privalov | Biatlon          | Férfi 20 km egyéni indításos |
| Ezüst | Nyikolaj Kiszeljov | Északi összetett | Egyéni                       |
| Ezüst | Jevgenyij Grisin | Gyorskorcsolya   | Férfi 500 m                  |
| Ezüst | Vlagyimir Orlov | Gyorskorcsolya   | Férfi 500 m                  |
| Ezüst | Irina Jegorova | Gyorskorcsolya   | Női 500 m                    |
| Ezüst | Irina Jegorova | Gyorskorcsolya   | Női 1000 m                   |
| Ezüst | Valentyina Sztyenyina | Gyorskorcsolya   | Női 3000 m                   |
| Ezüst | Jevdokija Meksilo | Sífutás          | Női 10 km                    |
| Bronz | Tatyjana Szidorova | Gyorskorcsolya   | Női 500 m                    |
| Bronz | Albertyina Kolokolceva | Gyorskorcsolya   | Női 1500 m                   |
| Bronz | Igor Voroncsihin | Sífutás          | Férfi 30 km                  |
| Bronz | Ivan Utrobin Gennagyij Vaganov Igor Voroncsihin Pavel Kolcsin | Sífutás          | Férfi 4 × 10 km váltó        |
| Bronz | Alevtyina Kolcsina | Sífutás          | Női 5 km                     |
| Bronz | Marija Guszakova | Sífutás          | Női 10 km                    |

## Alpesisí
Férfi
| Versenyző           | Versenyszám      | Selejtező | Selejtező | Selejtező     | Selejtező     | Döntő    | Döntő    | Döntő    | Döntő    | Döntő         | Döntő         |
| Versenyző           | Versenyszám      | 1. futam  | 1. futam  | 2. futam      | 2. futam      | 1. futam | 1. futam | 2. futam | 2. futam | Összesítés    | Összesítés    |
| Versenyző           | Versenyszám      | Idő       | Hely.     | Idő           | Hely.         | Idő      | Hely.    | Idő      | Hely.    | Idő           | Helyezés      |
| ------------------- | ---------------- | --------- | --------- | ------------- | ------------- | -------- | -------- | -------- | -------- | ------------- | ------------- |
| Vaszilij Melnyikov  | Lesiklás         |           |           |               |               |          |          |          |          | 2:30,83       | 36.           |
| Vaszilij Melnyikov  | Műlesiklás       | 53,59     | 9.        |               |               | 1:16,18  | 26.      | 1:06,43  | 25.      | 2:22,61       | 25.           |
| Vaszilij Melnyikov  | Óriás-műlesiklás |           |           |               |               |          |          |          |          | nem ért célba | nem ért célba |
| Tallij Monasztirjov | Lesiklás         |           |           |               |               |          |          |          |          | 2:35,27       | 47.           |
| Tallij Monasztirjov | Műlesiklás       | 55,71     | 28.       | 56,09         | 10.           | kiesett  | kiesett  | kiesett  | kiesett  | kiesett       | kiesett       |
| Tallij Monasztirjov | Óriás-műlesiklás |           |           |               |               |          |          |          |          | 2:01,94       | 37.           |
| Valerij Sein        | Lesiklás         |           |           |               |               |          |          |          |          | 2:38,13       | 54.           |
| Valerij Sein        | Műlesiklás       | 56,33     | 32.*      | nem ért célba | nem ért célba | kiesett  | kiesett  | kiesett  | kiesett  | kiesett       | kiesett       |
| Valerij Sein        | Óriás-műlesiklás |           |           |               |               |          |          |          |          | 2:01,18       | 34.           |
| Viktor Taljanov     | Óriás-műlesiklás |           |           |               |               |          |          |          |          | 2:00,38       | 31.           |

Női
| Versenyző                    | Versenyszám      | 1. futam | 1. futam | 2. futam | 2. futam | Összesítés | Összesítés |
| Versenyző                    | Versenyszám      | Idő      | Hely.    | Idő      | Hely.    | Idő        | Helyezés   |
| ---------------------------- | ---------------- | -------- | -------- | -------- | -------- | ---------- | ---------- |
| Sztalina Gyemidova-Korzuhina | Lesiklás         |          |          |          |          | 2:09,28    | 40.        |
| Sztalina Gyemidova-Korzuhina | Műlesiklás       | 51,88    | 24.      | 53,09    | 17.      | 1:44,97    | 18.        |
| Sztalina Gyemidova-Korzuhina | Óriás-műlesiklás |          |          |          |          | 2:10,11    | 35.        |
| Jevgenyija Kabina            | Lesiklás         |          |          |          |          | 2:05,19    | 37.        |
| Jevgenyija Kabina            | Műlesiklás       | 52,00    | 25.      | 1:07,48  | 28.      | 1:59,48    | 27.        |
| Jevgenyija Kabina            | Óriás-műlesiklás |          |          |          |          | 2:11,06    | 38.        |
| Galina Szidorova             | Lesiklás         |          |          |          |          | 2:08,32    | 39.        |
| Galina Szidorova             | Műlesiklás       | 51,72    | 23.      | 56,54    | 24.      | 1:48,26    | 20.        |
| Galina Szidorova             | Óriás-műlesiklás |          |          |          |          | 2:12,98    | 39.        |

* - egy másik versenyzővel azonos eredményt ért el

## Biatlon
| Versenyző           | Lövőhiba | Időeredmény | Helyezés |
| ------------------- | -------- | ----------- | -------- |
| Vlagyimir Melanyjin | 0        | 1:20:26,8   |          |
| Alekszandr Privalov | 0        | 1:23:42,5   |          |
| Valentyin Psenyicin | 2        | 1:26:59,0   | 7.       |
| Nyikolaj Puzanov    | 4        | 1:29:21,5   | 10.      |

## Északi összetett
| Versenyző           | Síugrás  | Síugrás  | Síugrás  | Síugrás  | Síugrás  | Síugrás  | Síugrás | Síugrás | Sífutás | Sífutás | Sífutás | Összesítés | Összesítés |
| Versenyző           | 1. ugrás | 1. ugrás | 2. ugrás | 2. ugrás | 3. ugrás | 3. ugrás | Össz.   | Össz.   | Sífutás | Sífutás | Sífutás | Összesítés | Összesítés |
| Versenyző           | Távolság | Pont     | Távolság | Pont     | Távolság | Pont     | Pont    | Hely.   | Idő     | Pont    | Hely.   | Pont       | Helyezés   |
| ------------------- | -------- | -------- | -------- | -------- | -------- | -------- | ------- | ------- | ------- | ------- | ------- | ---------- | ---------- |
| Vjacseszlav Drjagin | 63,0     | (95,9)   | 64,5     | 101,8    | 67,0     | 114,4    | 216,2   | 10.     | 52:58,3 | 206,55  | 12.     | 422,75     | 7.         |
| Nyikolaj Guszakov   | 65,0     | (100,3)  | 66,0     | 103,4    | 69,5     | 120,0    | 223,4   | 7.      | 51:19,8 | 225,96  | 5.      | 449,36     | 4.         |
| Nyikolaj Kiszeljov  | 70,0     | 113,9    | 62,0     | (94,1)   | 70,0     | 119,1    | 233,0   | 3.      | 51:49,1 | 220,04  | 8.      | 453,04     |            |

## Gyorskorcsolya
Férfi
| Versenyző          | Versenyszám | Eredmény | Helyezés |
| ------------------ | ----------- | -------- | -------- |
| Ants Antson        | 1500 m      | 2:10,3   |          |
| Ants Antson        | 10 000 m    | 16:08,7  | 5.       |
| Rafael Gracs       | 500 m       | 41,4     | 10.*     |
| Jevgenyij Grisin   | 500 m       | 40,6     | *        |
| Jevgenyij Grisin   | 1500 m      | 2:13,3   | 11.*     |
| Borisz Guljajev    | 500 m       | 41,7     | 15.      |
| Muzahit Habibulin  | 5000 m      | 7:52,3   | 10.      |
| Viktor Koszicskin  | 5000 m      | 7:45,8   | 4.       |
| Viktor Koszicskin  | 10 000 m    | 16:19,3  | 6.       |
| Eduard Matuszevics | 1500 m      | 2:12,2   | 6.*      |
| Vlagyimir Orlov    | 500 m       | 40,6     | *        |
| Igor Osztasov      | 10 000 m    | 16:45,5  | 12.      |
| Lev Zajcev         | 1500 m      | 2:12,1   | 5.       |

Női
| Versenyző              | Versenyszám | Eredmény | Helyezés |
| ---------------------- | ----------- | -------- | -------- |
| Irina Jegorova         | 500 m       | 45,4     |          |
| Irina Jegorova         | 1000 m      | 1:34,3   |          |
| Albertyina Kolokolceva | 1500 m      | 2:27,1   |          |
| Klara Nesztyerova      | 3000 m      | 5:22,5   | 4.       |
| Tatyjana Szidorova     | 500 m       | 45,5     |          |
| Ligyija Szkoblikova    | 500 m       | 45,0     |          |
| Ligyija Szkoblikova    | 1000 m      | 1:33,2   |          |
| Ligyija Szkoblikova    | 1500 m      | 2:22,6   |          |
| Ligyija Szkoblikova    | 3000 m      | 5:14,9   |          |
| Valentyina Sztyenyina  | 1000 m      | 1:36,0   | 5.       |
| Valentyina Sztyenyina  | 1500 m      | 2:29,9   | 7.       |
| Valentyina Sztyenyina  | 3000 m      | 5:18,5   | *        |

* - egy másik versenyzővel azonos eredményt ért el

## Jégkorong
| Szovjet férfi jégkorongcsapat-játékoskeret                                                                          | Szovjet férfi jégkorongcsapat-játékoskeret                                                                              | Szovjet férfi jégkorongcsapat-játékoskeret                                                   |
| --- | --- | -------------------------------------------------------------------------------------------- |
| - Venyiamin Alekszandrov - Alekszandr Almetov - Vitalij Davidov - Anatolij Firszov - Eduard Ivanov - Viktor Jakusev | - Viktor Konovalenko - Viktor Kuzkin - Konsztantyin Loktyev - Borisz Majorov - Jevgenyij Majorov - Sztanyiszlav Petuhov | - Alekszandr Ragulin - Vjacseszlav Sztarsinov - Leonyid Volkov - Borisz Zajcev - Oleg Zajcev |

### Eredmények
Selejtező
| 1964. január 28. | Szovjetunió (URS) | 19 – 1 (8–0, 6–0, 5–1) | Magyarország | Innsbruck |

|  |  |  |  |  |
|  |  |  |  |  |
|  |  |  |  |  |
|  |  |  |  |  |

Döntő csoportkör
| 1964. január 29. | Szovjetunió (URS) | 5 – 1 (1–0, 3–0, 1–1) | Egyesült Államok | Innsbruck |

|  |  |  |  |  |
|  |  |  |  |  |
|  |  |  |  |  |
|  |  |  |  |  |

| 1964. január 31. | Szovjetunió (URS) | 7 – 5 (4–0, 1–3, 2–2) | Csehszlovákia | Innsbruck |

|  |  |  |  |  |
|  |  |  |  |  |
|  |  |  |  |  |
|  |  |  |  |  |

| 1964. február 1. | Szovjetunió (URS) | 15 – 0 (7–0, 3–0, 5–0) | Svájc | Innsbruck |

|  |  |  |  |  |
|  |  |  |  |  |
|  |  |  |  |  |
|  |  |  |  |  |

| 1964. február 4. | Szovjetunió (URS) | 10 – 0 (2–0, 4–0, 4–0) | Finnország | Innsbruck |

|  |  |  |  |  |
|  |  |  |  |  |
|  |  |  |  |  |
|  |  |  |  |  |

| 1964. február 5. | Szovjetunió (URS) | 10 – 0 (2–0, 5–0, 3–0) | Egyesült Német Csapat | Innsbruck |

|  |  |  |  |  |
|  |  |  |  |  |
|  |  |  |  |  |
|  |  |  |  |  |

| 1964. február 7. | Szovjetunió (URS) | 4 – 2 (1–1, 1–0, 2–1) | Svédország | Innsbruck |

|  |  |  |  |  |
|  |  |  |  |  |
|  |  |  |  |  |
|  |  |  |  |  |

| 1964. február 8. | Szovjetunió (URS) | 3 – 2 (0–1, 2–1, 1–0) | Kanada | Innsbruck |

|  |  |  |  |  |
|  |  |  |  |  |
|  |  |  |  |  |
|  |  |  |  |  |

Végeredmény
| Csapat                | M | Gy | D | V | G+ | G– | Gk  | P  |
| --------------------- | - | -- | - | - | -- | -- | --- | -- |
| Szovjetunió           | 7 | 7  | 0 | 0 | 54 | 10 | +44 | 14 |
| Svédország            | 7 | 5  | 0 | 2 | 47 | 16 | +31 | 10 |
| Csehszlovákia         | 7 | 5  | 0 | 2 | 38 | 19 | +19 | 10 |
| Kanada                | 7 | 5  | 0 | 2 | 32 | 17 | +15 | 10 |
| Egyesült Államok      | 7 | 2  | 0 | 5 | 29 | 33 | –4  | 4  |
| Finnország            | 7 | 2  | 0 | 5 | 10 | 31 | –21 | 4  |
| Egyesült Német Csapat | 7 | 2  | 0 | 5 | 13 | 49 | –36 | 4  |
| Svájc                 | 7 | 0  | 0 | 7 | 9  | 57 | –48 | 0  |

| Csapat      | Helyezés |
| ----------- | -------- |
| Szovjetunió |          |

## Műkorcsolya
| Versenyző                           | Versenyszám  | Kötelező elemek   | Kötelező elemek | Kűr               | Kűr     | Összesítés                     | Összesítés                     | Összesítés                     | Összesítés                     | Összesítés                     | Összesítés                     | Összesítés                     | Összesítés                     | Összesítés                     | Összesítés        | Összesítés        | Összesítés  | Összesítés | Összesítés |
| Versenyző                           | Versenyszám  | Kötelező elemek   | Kötelező elemek | Kűr               | Kűr     | Helyezési pontszámok bírónként | Helyezési pontszámok bírónként | Helyezési pontszámok bírónként | Helyezési pontszámok bírónként | Helyezési pontszámok bírónként | Helyezési pontszámok bírónként | Helyezési pontszámok bírónként | Helyezési pontszámok bírónként | Helyezési pontszámok bírónként | Több. hely. száma | Több. hely. össz. | Hely. össz. | Pont       | Helyezés   |
| Versenyző                           | Versenyszám  | Több. hely. száma | Hely.           | Több. hely. száma | Hely.   | 1                              | 2                              | 3                              | 4                              | 5                              | 6                              | 7                              | 8                              | 9                              | Több. hely. száma | Több. hely. össz. | Hely. össz. | Pont       | Helyezés   |
| ----------------------------------- | ------------ | ----------------- | --------------- | ----------------- | ------- | ------------------------------ | ------------------------------ | ------------------------------ | ------------------------------ | ------------------------------ | ------------------------------ | ------------------------------ | ------------------------------ | ------------------------------ | ----------------- | ----------------- | ----------- | ---------- | ---------- |
| Valerij Meskov                      | Férfi egyéni | nem indult        | nem indult      | kiesett           | kiesett | kiesett                        | kiesett                        | kiesett                        | kiesett                        | kiesett                        | kiesett                        | kiesett                        | kiesett                        | kiesett                        | kiesett           | kiesett           | kiesett     | kiesett    | kiesett    |
| Ljudmila Belouszova Oleg Protopopov | Páros        |                   |                 |                   |         | 2,0                            | 2,0                            | 2,0                            | 1,0                            | 2,0                            | 1,0                            | 1,0                            | 1,0                            | 1,0                            | 5×1+              | 5,0               | 13,0        | 104,4      |            |
| Tatyjana Zsuk Alekszandr Gavrilov   | Páros        |                   |                 |                   |         | 6,0                            | 6,0                            | 5,0                            | 9,0                            | 3,0                            | 6,0                            | 3,0                            | 4,0                            | 3,0                            | 5×5+              | 18,0              | 45,0        | 96,6       | 13.        |

## Sífutás
Férfi
| Versenyző                                                     | Versenyszám     | Eredmény  | Helyezés |
| ------------------------------------------------------------- | --------------- | --------- | -------- |
| Bajazit Gizatullin                                            | 30 km           | 1:33:33,4 | 12.      |
| Bajazit Gizatullin                                            | 50 km           | 2:51:02,4 | 12.      |
| Alekszandr Gubin                                              | 50 km           | 2:51:39,7 | 14.      |
| Pavel Kolcsin                                                 | 15 km           | 51:52,0   | 6.       |
| Ivan Ljubimov                                                 | 50 km           | 2:52:28,1 | 17.      |
| Valerij Tarakanov                                             | 15 km           | 52:58,2   | 17.      |
| Ivan Utrobin                                                  | 30 km           | 1:34:10,4 | 17.      |
| Gennagyij Vaganov                                             | 15 km           | 52:46,8   | 14.      |
| Gennagyij Vaganov                                             | 30 km           | 1:35:03,1 | 19.      |
| Igor Voroncsihin                                              | 15 km           | 51:53,9   | 7.       |
| Igor Voroncsihin                                              | 30 km           | 1:32:15,8 |          |
| Igor Voroncsihin                                              | 50 km           | 2:49:21,7 | 11.      |
| Ivan Utrobin Gennagyij Vaganov Igor Voroncsihin Pavel Kolcsin | 4 × 10 km váltó | 2:18:46,9 |          |

Női
| Versenyző                                                 | Versenyszám    | Eredmény | Helyezés |
| --------------------------------------------------------- | -------------- | -------- | -------- |
| Rita Acskina                                              | 5 km           | 18:51,1  | 10.      |
| Klavgyija Bojarszkih                                      | 5 km           | 17:50,5  |          |
| Klavgyija Bojarszkih                                      | 10 km          | 40:24,3  |          |
| Marija Guszakova                                          | 10 km          | 40:46,6  |          |
| Alevtyina Kolcsina                                        | 5 km           | 18:08,4  |          |
| Alevtyina Kolcsina                                        | 10 km          | 41:26,2  | 7.       |
| Jevdokija Meksilo                                         | 5 km           | 18:16,7  | 4.       |
| Jevdokija Meksilo                                         | 10 km          | 40:26,6  |          |
| Alevtyina Kolcsina Jevdokija Meksilo Klavgyija Bojarszkih | 3 × 5 km váltó | 59:20,2  |          |

## Síugrás
| Versenyző             | Versenyszám | 1. ugrás | 1. ugrás | 1. ugrás | 2. ugrás | 2. ugrás | 2. ugrás | 3. ugrás | 3. ugrás | 3. ugrás | Összesítés | Összesítés |
| Versenyző             | Versenyszám | Távolság | Pont     | Hely.    | Távolság | Pont     | Hely.    | Távolság | Pont     | Hely.    | Pont       | Helyezés   |
| --------------------- | ----------- | -------- | -------- | -------- | -------- | -------- | -------- | -------- | -------- | -------- | ---------- | ---------- |
| Alekszandr Ivannyikov | Normálsánc  | 75,0     | 101,6    | 10.      | 73,0     | (99,8)   | 20.      | 73,5     | 101,7    | 12.      | 203,3      | 17.        |
| Alekszandr Ivannyikov | Nagysánc    | 90,0     | 106,8    | 7.       | 81,5     | (99,2)   | 22.      | 83,5     | 106,5    | 3.*      | 213,3      | 6.         |
| Nyikolaj Kamenszkij   | Normálsánc  | 72,0     | 100,4    | 15.      | 72,5     | (99,1)   | 26.      | 73,5     | 100,7    | 15.      | 201,1      | 21.        |
| Nyikolaj Kamenszkij   | Nagysánc    | 79,0     | (89,4)   | 40.*     | 79,5     | 94,3     | 35.      | 73,0     | 89,9     | 29.*     | 184,2      | 38.        |
| Pjotr Kovalenko       | Normálsánc  | 75,5     | (100,8)  | 14.      | 75,0     | 101,1    | 16.      | 77,5     | 104,0    | 6.       | 205,1      | 12.        |
| Pjotr Kovalenko       | Nagysánc    | 87,0     | 99,1     | 22.*     | 81,5     | (96,2)   | 29.      | 81,0     | 102,3    | 5.       | 201,4      | 20.        |
| Nyikolaj Samov        | Normálsánc  | 71,5     | 96,7     | 25.*     | 71,5     | (95,2)   | 40.*     | 70,0     | 95,4     | 37.      | 192,1      | 36.        |
| Koba Cakadze          | Nagysánc    | 87,0     | 99,1     | 22.*     | 80,5     | 96,5     | 27.      | 75,5     | (94,7)   | 22.      | 195,6      | 27.        |

* - egy másik versenyzővel azonos eredményt ért el